# Ґбели
Ґбели (словац. Gbely, угор. Egbell) — місто, громада в окрузі Скаліца, Трнавський край, західна Словаччина. Кадастрова площа громади — 59,935 км². Населення — 5155 осіб (за оцінкою на 31 грудня 2017 р.).

## Історія
Перша згадка 1392-го року.
Починаючи з 1870 року багато мешканців виїхали працювати до Америки.
1892-го року через місто проклали залізницю, а 28 жовтня 1913 року почався видобуток нафти.

## Географія
Висота в центрі міста становить 190 м над рівнем моря, в кадастрі — 154—261 м.
Територією протікають річка Морава та Кунінски поток (Cunínsky potok) і канал Ґбели-Бродське та Бродський канал..

## Населення
| Рік:            | 1994. | 2004.   | 2014.   | 2024.   |
| --------------- | ----- | ------- | ------- | ------- |
| Кількість осіб: | 5275  | 5119    | 5183    | 4837    |
| Різниця:        |       | -2,95 % | +1,25 % | -6,67 % |

| Рік:            | 2023. | 2024.   |
| --------------- | ----- | ------- |
| Кількість осіб: | 4864  | 4837    |
| Різниця:        |       | -0,55 % |